# Districte de Quedlinburg
El Districte de Quedlinburg fou un districte (Landkreis) situat a l'oest del land de Saxònia-Anhalt, Alemanya. Amb la reforma administrativa del juliol del 2007 el districte es va integrar al nou Districte del Harz.